# ئی‌تی‌بی

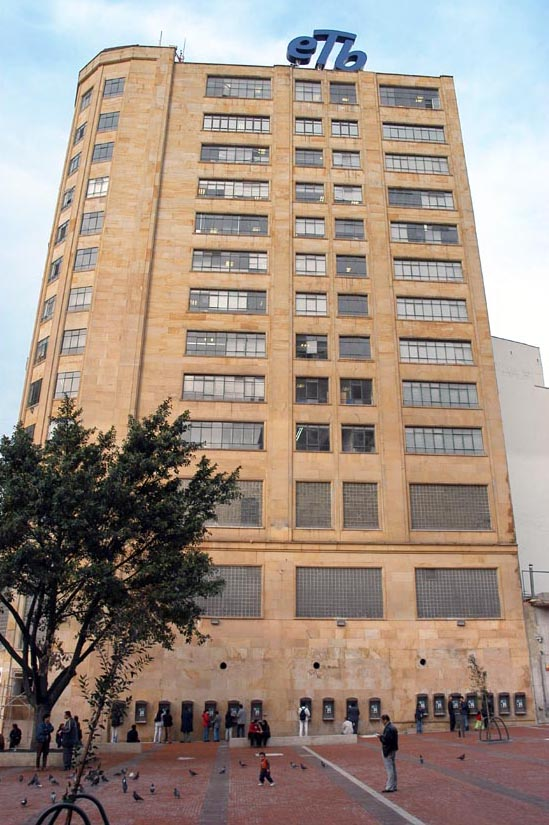
ساختمان مرکزی شرکت ئی‌تی‌بی در شهر بوگوتا

ئی‌تی‌بی (به انگلیسی: ETB) شرکت مخابرات کلمبیایی است، که در زمینه ارائه خطوط تلفن ثابت، شبکه تلفن همراه، دسترسی به اینترنت و سرویس‌های تلویزیون کابلی فعالیت می‌کند.
شرکت ئی‌تی‌بی در سال ۱۹۴۷ توسط خوزه رایموندو مارتینز تأسیس شد و در حال حاضر دومین شرکت مخابراتی کلمبیا می‌باشد.
دفتر مرکزی این شرکت در شهر بوگوتا، کلمبیا قرار دارد و بخشی از سهام آن در بازار بورس کلمبیا معامله می‌شود.